# Embalse Bullileo
Embalse Bullileo är en reservoar i Chile.   Den ligger i regionen Región del Maule, i den södra delen av landet, 300 km söder om huvudstaden Santiago de Chile. Embalse Bullileo ligger 730 meter över havet. Arean är 0,13 kvadratkilometer. Den sträcker sig 0,7 kilometer i nord-sydlig riktning, och 0,3 kilometer i öst-västlig riktning.
I omgivningarna runt Embalse Bullileo växer i huvudsak städsegrön lövskog. Runt Embalse Bullileo är det ganska glesbefolkat, med 21 invånare per kvadratkilometer.